# Platinsilicid
Platinsilicid ist eine chemische Verbindung des Platins aus der Gruppe der Silicide.

## Gewinnung und Darstellung
Platinsilicid kann durch Reaktion von Platin mit Silicium oder Siliziumdioxid gewonnen werden. Da Platintiegel in der chemischen Forschung verwendet werden, macht sich die Bildung von Platinsilicid unangenehm beim Glühen von siliciumdioxidhaltigen Substanzen in Mischung mit Kohle in diesen bemerkbar. Der Tiegel wird brüchig. Freies Silicium zerstört Platingeräte schon bei Rotglut sofort.
{\displaystyle \mathrm {Pt+Si\longrightarrow PtSi} }

## Eigenschaften
Platinsilicid ist ein grauweißer Feststoff. Er besitzt eine orthorhombische Kristallstruktur vom Manganphosphidtyp mit der Raumgruppe Pnma (Raumgruppen-Nr. 62). Es besitzt einen Widerstand von 31–38 μΩ/cm.

## Verwendung
Platinsilicid wird als Material für Infrarotdetektoren und Infrarotkameras verwendet. Es wird auch als Material für Schottky-Dioden eingesetzt. Es kommt auch als Kontaktmaterial in elektronischen Schaltkreisen zum Einsatz.

## Verwandte Verbindungen
Neben Platinsilicid sind mit Diplatinsilicid (Pt2Si, CAS-Nummer: 12137-86-9, zwei Modifikationen) und Platindisilicid (PtSi2, CAS-Nummer: 52014-52-5) mindestens zwei weitere Platinsilicide bekannt. Phasen der Zusammensetzung Pt6Si5, Pt12Si5 und Pt3Si können ebenfalls in ebenen Filmen (Dicke d<1000 Å) durch Koverdampfung auf Siliziumdioxid hergestellt werden.